# Tetraopes umbonatus
Tetraopes umbonatus là một loài bọ cánh cứng trong họ Cerambycidae.